# بازار سنندج
بازار سنندج هي بازار تاريخية تعود إلى عصر السلالة الصفوية، وتقع في سنندج.